# سیدلر (تالش)
سیدلر ، روستایی از توابع بخش کرگان‌رود شهرستان طوالش در استان گیلان ایران است.

## جمعیت
این روستا در دهستان لیسار قرار دارد و براساس سرشماری مرکز آمار ایران در سال ۱۳۸۵، جمعیت آن ۷۰۵ نفر (۱۵۸خانوار) بوده‌است.